# Castillo de Vilaromá
El Castillo de Guardiola es un monumento histórico del municipio de Palamós, aunque queda más cerca de la población de Vall-llobrega perteneciente a comarca catalana del Bajo Ampurdán en la provincia de Gerona declarado Bien cultural de interés nacional.

## Historia
Se trata de una fortaleza documentada en 1276 El nombre de Vilaromá proviene de una antigua villa romana que había en el lugar de PalauDesamb. Los diferentes autores datan el origen de la construcción en épocas muy diferentes. Pero lo que hay de cierto es la primera fecha documental de 1276 cuando el obispo de Gerona, Pere de Castellnou, compró el castillo por 45.000 sueldos a los herederos de Pedro Alemany. Pedro el Ceremonioso el 1371 lo incorporó a la corona de Aragón. Parece que posteriormente también perteneció al duque de Sessa, señor del castillo de Calonge. La corta y poco esplendorosa vida de la fortaleza termina en 1812 con la ocupación francesa durante la cual fue volado. Desde entonces sus muros se han ido quedando en ruinas.

## Arquitectura
Las ruinas del castillo se alzan en un rellano de la vertiente meridional de Montagut. Del castillo quedan notables restos de muros y torres una circular y tres rectangulares. En la parte central se levanta un muro de unos 10 metros, seguramente lo que resta de la torre del homenaje de planta rectangular, con una abertura que había sido un ventanal bajo el que hay una aspillera y una hilera de opus spicatum. Añadida a la base hay una construcción con bóveda de cañón -cisterna recubierta de estuco rojizo-. En el lado sur están los pisos que conservan las arcadas de medio punto. La entrada al recinto debía estar en la banda sudeste donde hay dos torres rectangulares de unos 7 metros, de factura más tardía en la parte superior. La torre del nordeste conserva dos muros de unos 10 metros con almenas rectangulares y aspilleras, y en la parte baja se ve el arranque de una bóveda. Los muros, en general, hacen una anchura de 1,20 metros y son hechos con piedra de granito y pizarra sin escuadrar.